# Koegel-Exzerpte
Als Koegel-Exzerpte werden in der Nietzsche-Forschung heimliche Abschriften des Nietzsche-Herausgebers Fritz Koegel (1860–1904) aus Briefen und Briefentwürfen Nietzsches bezeichnet. Sie enthalten kritische Äußerungen Nietzsches über Menschen seines persönlichen Umfeldes und wurden gegen die Editionstätigkeit des Nietzsche-Archivs unter der Leitung von Nietzsches Schwester Elisabeth Förster-Nietzsche als Beweis für Fälschungen vorgebracht. Der Koegel-Nachlass gilt als verschollen. Es existieren aber Kopien der Abschriften.